# Magnitka
Magnitka (ros. Магнитка) – osiedle typu miejskiego w Rosji, w obwodzie czelabińskim, w rejonie kusińskim. W 2021 liczyło 3893 mieszkańców.